# Parafia Trójcy Świętej w Utica
Parafia Trójcy Świętej w Utica (ang. Holy Trinity Parish) – parafia rzymskokatolicka położona w Utica w hrabstwie Oneida, stanu Nowy Jork, Stany Zjednoczone.
Jest ona wieloetniczną parafią w diecezji Syracuse, z mszą św. w j. polskim dla polskich imigrantów.
Erygowana w 1896 roku i dedykowana Trójcy Świętej.
Została połączona z parafią św. Stanisława Biskupa i Męczennika.

## Nabożeństwa w j.polskim
- Niedziela – 11:30

## Szkoły
- Lincoln Academy